# 斑鸣鹃鵙
斑鸣鹃鵙（学名：Lalage maculosa）是山椒鸟科鸣鹃鵙属的一种，在西南太平洋的岛屿上分布有许多亚种。
斑鸣鹃鵙长约15至16厘米，各地种群的羽毛颜色迥异；一些种群为纯粹黑白的体色，而另一些则带有更多的灰色或棕色。

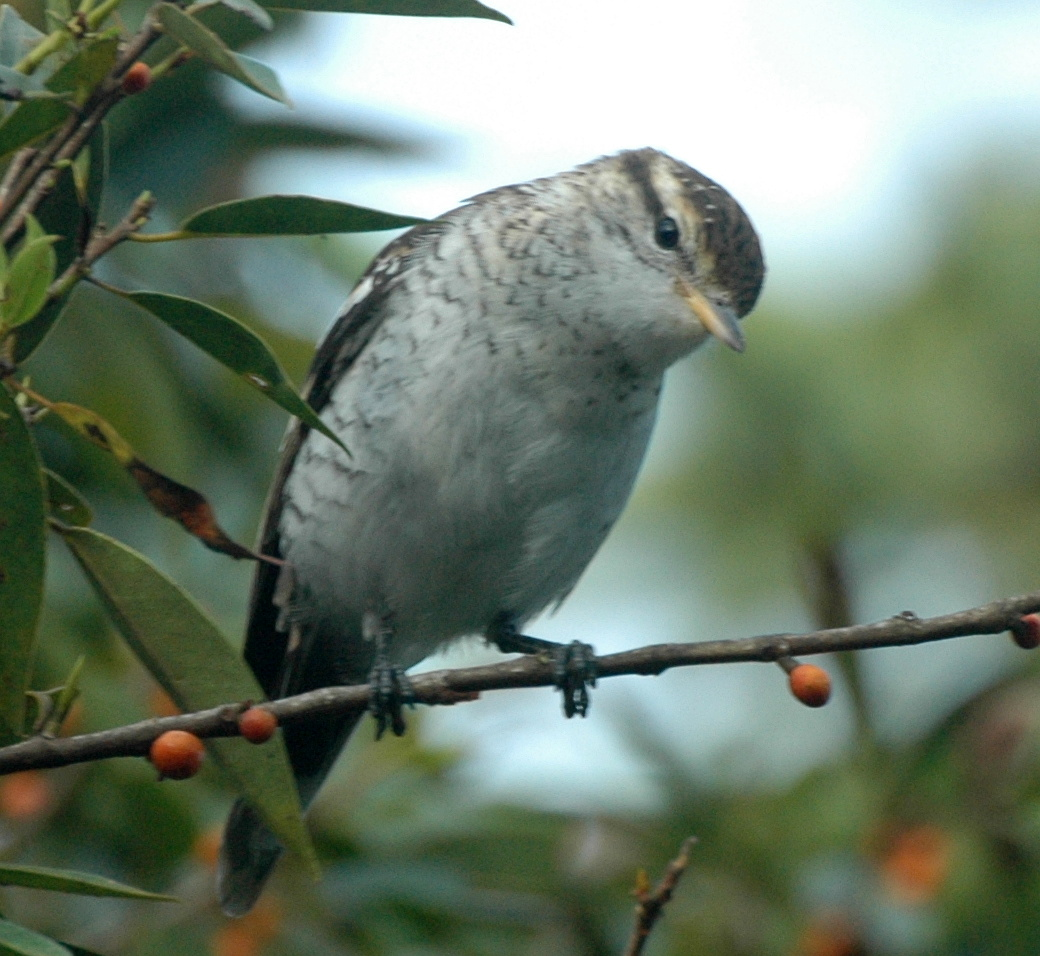
摄于斐济群岛

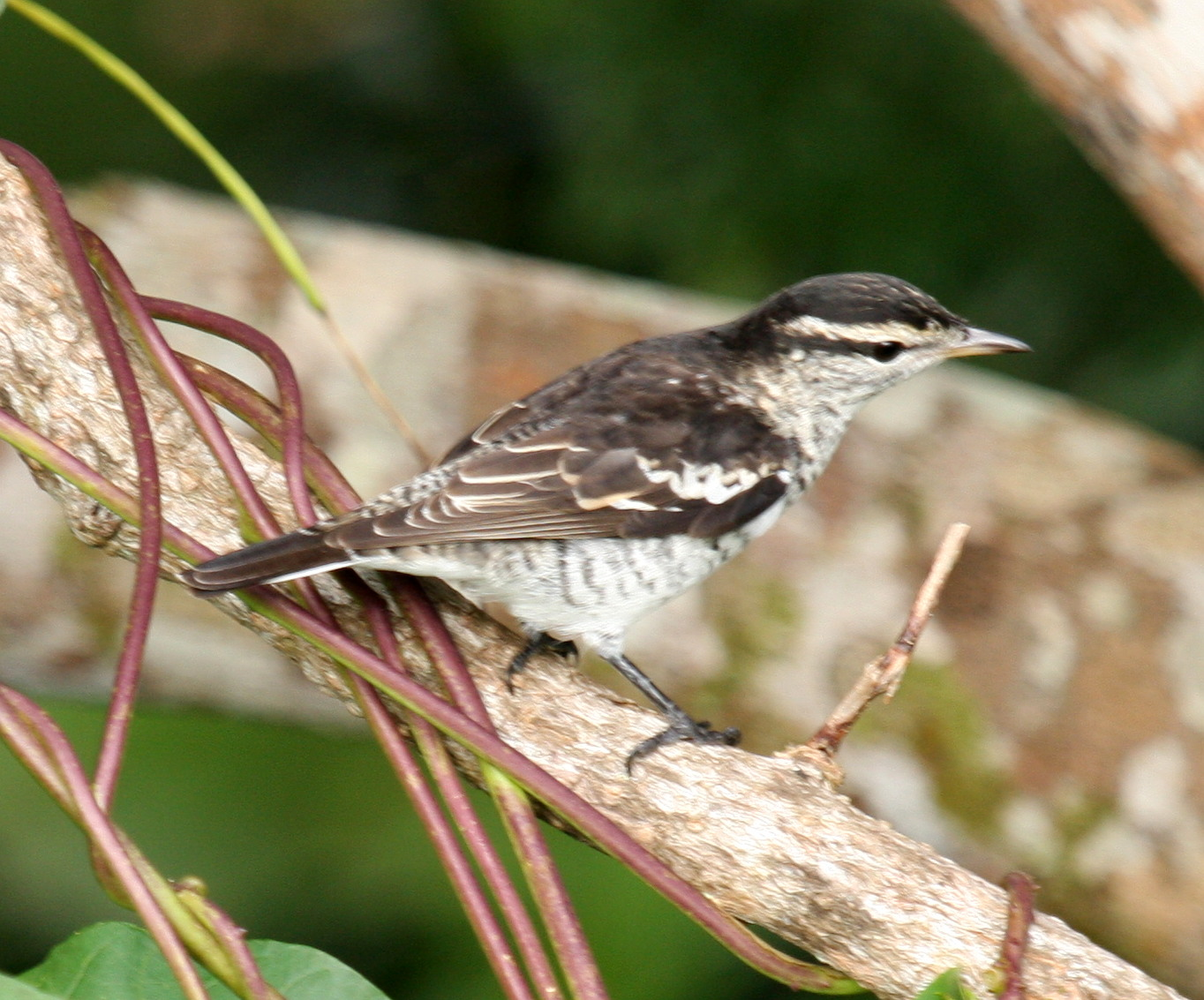
摄于斐济群岛

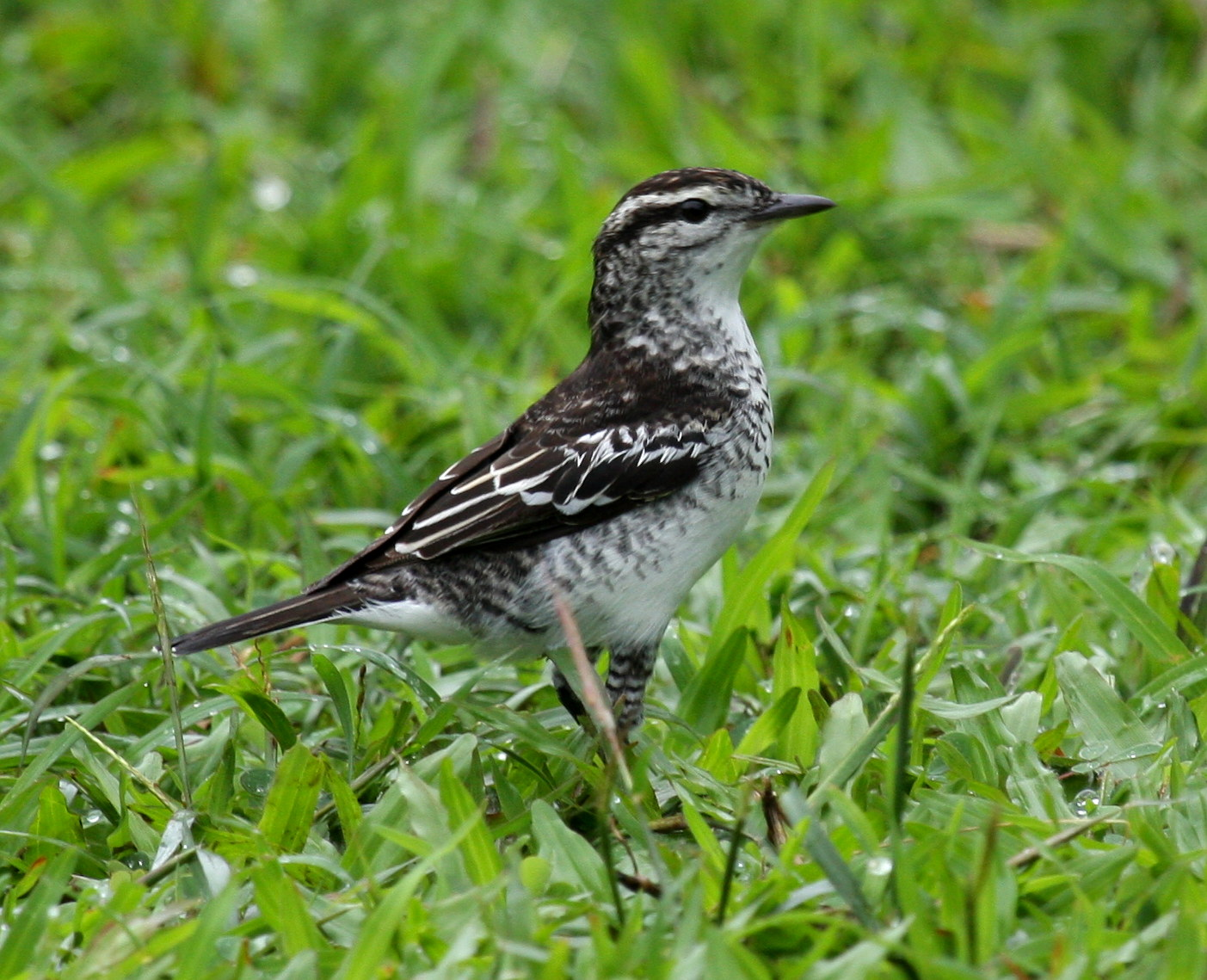
摄于斐济群岛